# Thorney

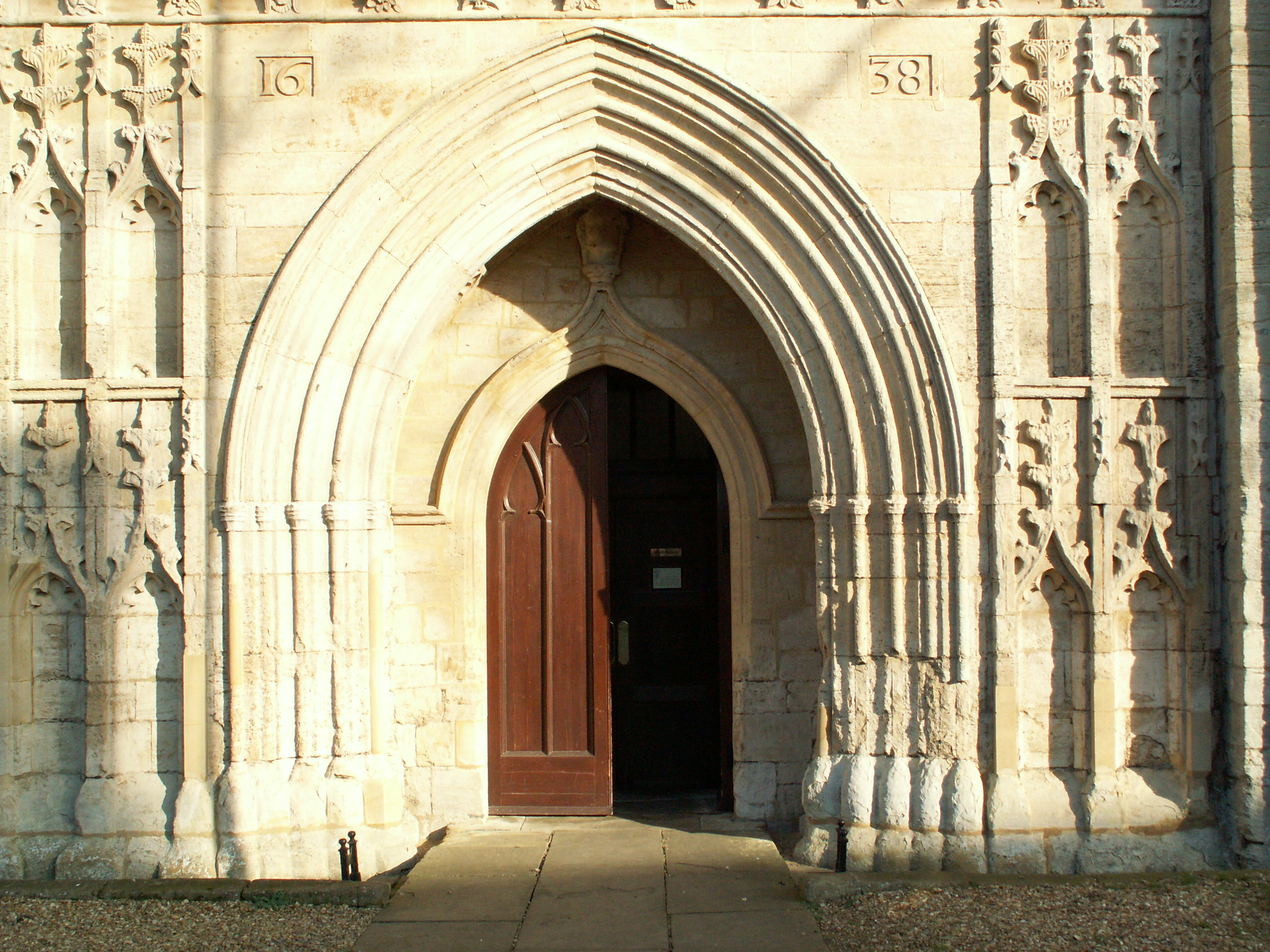
Portal der Abteikirche (1638)

Thorney ist ein Dorf (village) mit ca. 1700 Einwohnern in der Grafschaft (county) Cambridgeshire im Südosten Englands. Zusammen mit den umgebenden Orten bildet es die Gebietskörperschaft City of Peterborough.

## Lage und Klima
Thorney liegt auf einer ca. 25 m hohen Anhöhe, der sogenannten Isle of Ely, in der ansonsten flachen und sumpfigen Landschaft der Fens etwa 165 km (Fahrtstrecke) nördlich von London bzw. knapp 70 km nordwestlich von Cambridge. Die Nordseebucht The Wash ist nur etwa 25 km (Luftlinie) entfernt. Das Klima ist gemäßigt; Regen (ca. 600 mm/Jahr) fällt übers Jahr verteilt.

## Einwohner
Die Einwohnerzahl des Ortes ist in den letzten Jahrzehnten des 20. und zu Beginn des 21. Jahrhunderts leicht (d. h. von ca. 1300 auf 1700) angestiegen.

## Wirtschaft
Die Bewohner leben zum Teil noch von der Landwirtschaft. Andere haben Jobs in Peterborough und Umgebung.

## Geschichte
Thorney ging aus einer angelsächsischen Siedlung der Zeit um 500 hervor. Im 7. Jahrhundert entstand eine Einsiedelei (hermitage), die im ausgehenden 9. Jahrhundert von den Wikingern zerstört wurde. Um das Jahr 970 entstand ein Benediktinerkloster, welches nach der normannischen Eroberung (1066) vergrößert wurde und im Jahr 1108 fertiggestellt war. Ein großer Wohltäter des Klosters war König Heinrich I. (reg. 1100–1135). Im 13.–15. Jahrhundert gerieten der Ort und seine Abtei weitgehend in Vergessenheit und erst im frühen 16. Jahrhundert wurden Kirche und Abteigebäude erneuert. Im Rahmen der Auflösung der englischen Klöster in den Jahren 1536–1541 wurde die teilweise zerstörte ehemalige Klosterkirche in eine Pfarrkirche (Parish Church of St Mary and St Botolph) umgewandelt; die übrigen Klostergebäude wurden abgerissen.
Im beginnenden 19. Jahrhundert ließ Francis Russell, der 7. Herzog von Bedford, zahlreiche Wohnhäuser aus Stein errichten und wandelte auf diese Weise Thorney in ein ländliches Musterdorf um; die Steine stammten aus anderen Gegenden Südenglands.

## Sehenswürdigkeiten
- Die Reste der ehemaligen Abteikirche sind als Grade-I-Bauwerk eingestuft. Westfenster und Portal stammen aus dem 16. und 17. Jahrhundert.[3]
- Zahlreiche Wohnhäuser aus dem 18. und 19. Jahrhundert prägen das Ortsbild.
- Das Thorney Museum widmet sich der Ortsgeschichte.[4]

## Persönlichkeiten
- Jack Watson (1915–1999), Schauspieler, wurde in Thorney geboren.